# Liste des députés de la septième législature du Landtag de Rhénanie-Palatinat
Cette liste présente les 100 membres de la 7e législature du Landtag de Rhénanie-Palatinat au moment de leur élection le 21 mars 1971 lors des élections régionales de 1971 en Rhénanie-Palatinat. Elle présente les élus du land et précise si l'élu a été élu dans le cadre d'une des 6 circonscriptions.

## Répartition des sièges

Répartition des sièges du Landtag de Rhénanie-Palatinat en 1971

| Parti | Parti                                        | Voix      | Voix  | Sièges  | Sièges        | Sièges | Sièges | Sièges |
| Parti | Parti                                        | Votes     | %     | Députés | +/-           |        |        |        |
| ----- | -------------------------------------------- | --------- | ----- | ------- | ------------- | ------ | ------ | ------ |
|       | Union chrétienne-démocrate d'Allemagne (CDU) | 1 012 847 | 49,98 | 52      | 3             |        |        |        |
|       | Parti social-démocrate d'Allemagne (SPD)     | 821 350   | 40,53 | 42      | 3             |        |        |        |
|       | Parti libéral-démocrate (FDP)                | 120 444   | 5,94  | 6       | 2             |        |        |        |
|       |                                              |           |       |         |               |        |        |        |
| Total | Total                                        | 2 052 908 | 100   | 100     | en stagnation |        |        |        |

## Élus
| Circonscription           | Nom                     |  | Parti |
| ------------------------- | ----------------------- |  | ----- |
| Sixième circonscription   | Helmut Adamzyk          |  | SPD   |
| Troisième circonscription | Wilhelm Backes          |  | SPD   |
| Sixième circonscription   | Karl Bäcker             |  | SPD   |
| Cinquième circonscription | Hermann Belzner         |  | SPD   |
| Cinquième circonscription | Hans Blinn              |  | SPD   |
| Troisième circonscription | Kurt Böckmann           |  | CDU   |
| Troisième circonscription | Loni Böhm               |  | CDU   |
| Cinquième circonscription | Oskar Böhm              |  | SPD   |
| Sixième circonscription   | Detlef Bojak            |  | SPD   |
| Cinquième circonscription | Wolfgang Brix           |  | CDU   |
| Sixième circonscription   | Gisela Büttner          |  | CDU   |
| Deuxième circonscription  | Werner Danz             |  | FDP   |
| Première circonscription  | Willi Diel              |  | SPD   |
| Deuxième circonscription  | Wilhelm Dröscher        |  | SPD   |
| Sixième circonscription   | Paul Durm               |  | CDU   |
| Quatrième circonscription | Hermann Eicher          |  | FDP   |
| Troisième circonscription | Josef Endres            |  | SPD   |
| Deuxième circonscription  | Willi Erkel             |  | SPD   |
| Première circonscription  | Helmut Fink             |  | SPD   |
| Troisième circonscription | Hans Friderichs         |  | FDP   |
| Sixième circonscription   | Hans Fröder             |  | CDU   |
| Quatrième circonscription | Jockel Fuchs            |  | SPD   |
| Première circonscription  | Johann Wilhelm Gaddum   |  | CDU   |
| Première circonscription  | Rudi Geil               |  | CDU   |
| Quatrième circonscription | Horst Geisel            |  | CDU   |
| Troisième circonscription | Heiner Geißler          |  | CDU   |
| Deuxième circonscription  | Walter Gorges           |  | SPD   |
| Cinquième circonscription | Herbert Gustavus        |  | SPD   |
| Sixième circonscription   | Peter Haberer           |  | CDU   |
| Cinquième circonscription | Bertram Hartard         |  | CDU   |
| Cinquième circonscription | Walter Heid             |  | CDU   |
| Première circonscription  | Hans Helzer             |  | SPD   |
| Deuxième circonscription  | Jürgen Henze            |  | SPD   |
| Deuxième circonscription  | Susanne Hermans         |  | CDU   |
| Cinquième circonscription | Maria Herr-Beck         |  | CDU   |
| Sixième circonscription   | Hans Herrmann           |  | SPD   |
| Première circonscription  | Willibald Hilf          |  | CDU   |
| Deuxième circonscription  | Willi Hörter            |  | CDU   |
| Troisième circonscription | Heinrich Holkenbrink    |  | CDU   |
| Première circonscription  | Karl Hoppe              |  | CDU   |
| Sixième circonscription   | Werner Hublitz          |  | SPD   |
| Cinquième circonscription | Helmut Hüther           |  | SPD   |
| Troisième circonscription | Wolfgang Jenssen        |  | SPD   |
| Troisième circonscription | Peter Paul Jost         |  | CDU   |
| Cinquième circonscription | Hildegard Kerner        |  | SPD   |
| Deuxième circonscription  | Werner Klein            |  | SPD   |
| Deuxième circonscription  | Paul Knüpper            |  | CDU   |
| Cinquième circonscription | Helmut Kohl             |  | CDU   |
| Quatrième circonscription | Lucie Kölsch            |  | SPD   |
| Première circonscription  | Gerhard Krempel         |  | CDU   |
| Troisième circonscription | Michael Kutscheid       |  | CDU   |
| Deuxième circonscription  | Paul Landsmann          |  | CDU   |
| Troisième circonscription | Horst Langes            |  | CDU   |
| Deuxième circonscription  | Alfons Lauermann        |  | CDU   |
| Quatrième circonscription | Julius Lehlbach         |  | SPD   |
| Première circonscription  | Günther Leonhart        |  | SPD   |
| Troisième circonscription | Waldemar Lübke          |  | SPD   |
| Première circonscription  | Theo Lück               |  | SPD   |
| Cinquième circonscription | Theo Magin              |  | CDU   |
| Deuxième circonscription  | Edgar Mais              |  | SPD   |
| Deuxième circonscription  | Albrecht Martin         |  | CDU   |
| Sixième circonscription   | Philipp Mayer           |  | SPD   |
| Première circonscription  | Erich Meckel            |  | SPD   |
| Deuxième circonscription  | Otto Meyer              |  | CDU   |
| Deuxième circonscription  | Carlheinz Moesta        |  | SPD   |
| Troisième circonscription | Fritz Mohr              |  | CDU   |
| Deuxième circonscription  | Konrad Mohr             |  | CDU   |
| Sixième circonscription   | Karl Walter Müller      |  | SPD   |
| Sixième circonscription   | Oskar Munzinger         |  | SPD   |
| Deuxième circonscription  | Hanns Neubauer          |  | CDU   |
| Première circonscription  | Ludwig Pfeil            |  | CDU   |
| Troisième circonscription | Max Günther Piedmont    |  | FDP   |
| Quatrième circonscription | Michael Reitzel         |  | SPD   |
| Sixième circonscription   | Kurt Rocker             |  | CDU   |
| Quatrième circonscription | Johannes Baptist Rösler |  | CDU   |
| Cinquième circonscription | Rainer Rund             |  | SPD   |
| Troisième circonscription | Julius Saxler           |  | CDU   |
| Deuxième circonscription  | Franz Schaaf            |  | CDU   |
| Quatrième circonscription | Jakob Schadt            |  | SPD   |
| Cinquième circonscription | Fritz Schalk            |  | SPD   |
| Troisième circonscription | Günther Schartz         |  | CDU   |
| Première circonscription  | Ulrich Schmalz          |  | CDU   |
| Deuxième circonscription  | Josef Schmidt           |  | CDU   |
| Deuxième circonscription  | Walter Schmitt          |  | CDU   |
| Troisième circonscription | Heinrich Schmitz        |  | CDU   |
| Sixième circonscription   | Fritz Schneider         |  | FDP   |
| Cinquième circonscription | Hans-Otto Scholl        |  | FDP   |
| Deuxième circonscription  | Karl Schön              |  | SPD   |
| Troisième circonscription | Willi Schrot            |  | CDU   |
| Première circonscription  | Heinz Schwarz           |  | CDU   |
| Première circonscription  | Hans Schweitzer         |  | SPD   |
| Deuxième circonscription  | Josef Sehn              |  | CDU   |
| Cinquième circonscription | Paulus Skopp            |  | SPD   |
| Cinquième circonscription | Ursula Starlinger       |  | CDU   |
| Deuxième circonscription  | Gerhard Steen           |  | SPD   |
| Sixième circonscription   | Edwin Steinhauer        |  | CDU   |
| Troisième circonscription | Otto Theisen            |  | CDU   |
| Quatrième circonscription | Karl Thorwirth          |  | SPD   |
| Cinquième circonscription | Herbert Trautmann       |  | CDU   |
| Quatrième circonscription | Alfred Truschel         |  | CDU   |
| Première circonscription  | Wilhelm Ulmen           |  | FDP   |
| Cinquième circonscription | Bernhard Vogel          |  | CDU   |
| Sixième circonscription   | Theo Vondano            |  | CDU   |
| Cinquième circonscription | Herbert Waldenberger    |  | CDU   |
| Sixième circonscription   | Werner Weiß             |  | CDU   |
| Quatrième circonscription | Hans-Otto Wilhelm       |  | CDU   |
| Première circonscription  | Paul Wingendorf         |  | CDU   |
| Première circonscription  | Günter Wolfram          |  | SPD   |
| Troisième circonscription | August Wolters          |  | CDU   |
| Cinquième circonscription | Dieter Ziegler          |  | CDU   |
| Troisième circonscription | Robert Zingen           |  | CDU   |
| Quatrième circonscription | Walter Zuber            |  | SPD   |